# Петр Сикора (1978)
Петр Сикора (чеськ. Petr Sýkora; 21 грудня 1978, місто Пардубице, ЧССР) — чеський хокеїст, нападник. Виступає за ХК «Пардубице» у Чеській Екстралізі. Його старший брат Міхал також професійний хокеїст.

## Кар'єра
Петр Сикора почав свою кар'єру в молодіжному складі ХК «Пардубице», виступав там з 1994 по 1997 рік. У сезоні 1996/97 років він дебютує у чеській екстралізі в дорослій команді ХК «Пардубице». У Драфті НХЛ 1997 року був обраний Детройт Ред-Вінгс в третьому раунді під 76-м номером.
Через рік він вирішив переїхати до Північної Америки, «Ред-Вінгс» відмовляються від свого права на нього і Сикора опиняється в Нашвілл Предаторс, де він зіграв свою першу гру в НХЛ. Але після двох ігор за «Хижаків», нападника відправили до фарм-клубу «Мілвокі Едміралс» (АХЛ). Відігравши в «Мілвокі Едміралс» повний сезон 1998/99 років — 73 матчі, 29 очок (14 + 15) та три матчі у сезоні 1999/2000 років, Петр повернувся до чеського клубу «Пардубице».
У сезоні 2004/05 років, він став чемпіоном Чехії в складі «Пардубице». На початку сезону 2005/06 років, Сикора зіграв десять ігор у складі Вашингтон Кепіталс, але невзмозі звикнути до американського способу життя знову повернувся в Пардубице. Свій наступний сезон Петр проводить на найвищому рівні, стає найкращим бомбардиром Екстраліги, а також був визнаний найкращим нападаником та MVP ліги.
В червні 2008 року Сикора підписує контракт з швейцарським клубом «Давос» (НЛА). З «Давосом» виграє чемпіонат Швейцарії в 2008/09, але попри це повертається до рідного міста та клубу. У червні 2010 року Петро укладає контракт з «Давосом» на один рік. 2011 стає вдруге чемпіоном Швейцарії, після цього продовжив контракт на два роки.
Після сезону 2012/13 років, Сикора знову переїхав до свого клубу «Пардубице».

## Кар'єра (збірна)
Петр Сикора доволі часто виступав в національній збірній під час товариських матчів та Євротуру, а у 2007 році зіграв на чемпіонаті світу.

## Нагороди та досягнення
- Найкращий бомбардир Ліги сезону 2000/01.
- Чемпіон Чехії 2005 року у складі ХК «Пардубице».
- Найкращий бомбардир Ліги сезону 2006/07.
- Найкращий бомбардир плей-оф сезону 2006/07.
- Найкращий нападник Екстраліги сезону 2006/07.
- Найцінніший гравець ліги сезону 2006/07.
- Чемпіон Швейцарії 2009 та 2011 років у складі ХК «Давос».
- Чемпіон Чехії 2010 року у складі ХК «Пардубице».
- В команді «Усіх зірок» Кубка Шпенглера 2011 року.